# Scatophila arenaria
Scatophila arenaria är en tvåvingeart som beskrevs av Cresson 1935. Scatophila arenaria ingår i släktet Scatophila och familjen vattenflugor. Inga underarter finns listade i Catalogue of Life.